# Naša Hrvatska
„Naša Hrvatska” savez je političkih stranaka u Hrvatskoj koji je nastao 7. listopada 2023. godine ujedinjenjem stranke Socijaldemokrata i Hrvatske seljačke stranke. Opisan je kao savez lijevog centra.
Pri osnivanju Davorko Vidović istaknuo je kako je cilj saveza spriječiti emigraciju iz Hrvatske, a u svojem djelovanju ističu i borbu protiv korupcije. Slogan „Ozbiljno za Hrvatsku” odabran je zbog Vidovićeva uvjerenja da Hrvatskoj „više nego ikada treba odgovornost i ozbiljnost”.

## Članovi
Članovi saveza jesu:
- Socijaldemokrati
- Hrvatski laburisti – Stranka rada[4]
- Demokrati[5]
- Istarski demokratski sabor[6]
- Primorsko-goranski savez[6]
- Nezavisna platforma Sjever[6]

Hrvatska seljačka stranka, jedna od osnivačkih stranaka, u ožujku je 2024. godine ušla u koaliciju Rijeke pravde.
Davorko Vidović rekao je da je savez otvoren i za članstvo istaknutih pojedinaca te ostalih političkih stranaka centra i lijevog centra.[nedostaje izvor]